# Luneplate (Naturschutzgebiet)
Das Naturschutzgebiet Luneplate ist ein ca. 1438 ha großes Naturschutzgebiet im Bremerhavener Stadtteil Fischereihafen. Es wurde mit Wirkung ab 14. März 2015 unter Schutz gestellt.

## Allgemein
Ein großer Teil bildete schon zuvor das EU-Vogelschutzgebiet Luneplate mit 940 ha  Größe. Es hat herausragende Bedeutung als Rastgebiet für nordische Gänse, Schwäne und Limikolen (Zwergschwan, Blässgans, Nonnengans, Säbelschnäbler). Als Brutgebiet hat es hohe Bedeutung für Röhricht bewohnende Vogelarten sowie für Wasservögel.
Das Naturschutzgebiet umfasst den größten Teil des Ortsteils Luneplate, einschließlich der Wasserflächen der Weser bis zur östlichen Fahrwassergrenze. Außerdem sind Weserdeich, Deichvorland und Wasserflächen des Ortsteils Fischereihafen bis zur Geestemündung eingeschlossen.
Für den Vollzug ist der Magistrat der Stadt Bremerhaven als untere Naturschutzbehörde zuständig. Das Naturschutzgebiet ist beim Bremer Senator für Umwelt, Bau und Verkehr im Naturschutzbuch eingetragen und führt die Bezeichnung Luneplate.